# プチニャ郡

プチニャ郡
Пчињски округ
Pčinjski okrug

プチニャ郡（プチニャぐん、セルビア語:Пчињски округ, Pčinjski okrug）は、セルビアの郡。セルビアの南端に位置しており、東はブルガリア、南はマケドニア共和国、西はコソボに接している。中心地はヴラニェ。2002年の国勢調査による人口は227,690人である。

## 基礎自治体
郡には7つの基礎自治体がある。
- ヴラディチン・ハン（Vladičin Han）
- スルドゥリツァ（Surdulica）
- ボシレグラード（Bosilegrad）
- トルゴヴィシュテ（Trgovište）
- ヴラニェ（Vranje）
- ブヤノヴァツ（Bujanovac）
- プレシェヴォ（Preševo）

## 住民

### 1992年
- セルビア人 = 60.4%
- アルバニア人 = 26.5%
- ロマ = 5.7%
- ブルガリア人 = 4.4%
- その他 = 3%

### 2002年
- セルビア人 = 147,046 (64.58%)
- アルバニア人 = 54,795 (24.07%)
- ロマ = 12,073 (5.3%)
- ブルガリア人 = 8,491 (3.73%)
- その他 = 5,285 (2.32%)

## 文化と歴史
かつて、古代パイオニア人の部族Agrianesがこの地方を治めていた。5世紀以上前の文化・歴史的遺産が残されており、13世紀に建てられたマルコ要塞がある。また、16世紀のオスマン帝国統治下で建てられたトルコ人の公衆浴場（ハマム）や、1765年のパシャの邸宅があり、邸宅は後の1881年には小学校となった。

## 特徴
ヴラニスカ・バニャ（Vranjska Banja）の温泉リゾートは療養効果のある温泉が湧き出しており、地域の重要な資源である。

## 経済
ヴラニェの経済は製造業、鉱業、建設業、貿易、農業、林業を主な柱としている。アルトリアのタバコ工場や、家具製造・販売会社のSIMPO（SIMPO）などがある。